# بقية متكاملة
بقية متكاملة (الاسم العلمي: Coreopsis integra) هو نوع نباتي يتبع جنس البقية من فصيلة النجمية.